# Ernst Heinrich Weber
Ernst Heinrich Weber, nemški zdravnik, psiholog, anatom in fiziolog, * 24. junij 1795, Wittenberg (danes Nemčija), † 26. januar 1878, Leipzig Nemčija.
Weber velja za očeta eksperimentalne psihologije. 

## Življenjepis
Študiral je medicino na Univerzi v Wittenbergu. Od leta 1818 je poučeval primerjalno anatomijo na Univerzi v Leipzigu. Tu je od leta 1821 poučeval anatomijo in fiziologijo.
Okoli leta 1860 je Weber delal s Fechnerjem na področju psihofizike in v tem času sta odkrila Weber-Fechnerjev zakon o povezavi med fizikalnimi obsegi dražljajev in zaznani jakosti dražljajev.
Leta 1866 se je Weber kot profesor fiziologije upokojil, leta 1871 pa kot profesor anatomije. V tem času je skupaj z bratom Eduardom odkril zaviralno moč vagusnega živca.